# Inderbredning
Inderbredning är en vik i Danmark. Den ligger i den östra delen av landet. Viken är en del av Isefjorden och ligger söder om Orø.